# Batumi
Batumi (georgià: ბათუმი, Batumi,  [bɑtʰumi] (?·pàg.)) és una ciutat de Geòrgia, capital de la república autònoma d'Adjària. Té una població de 152.839 habitants (2014).
Batum és la tercera ciutat més gran de Geòrgia i té un port molt important. És un centre comercial i un nus ferroviari, a més de ser coneguda com a estació balneària i per la base militar.
El juliol de 2007 la seu del Tribunal Constitucional de Geòrgia va ser traslladat a Batum des de Tbilisi.
Climàticament està situada a la perifèria septentrional de l'Àsia subtropical, rica en productes agrícoles com ara cítrics i te.

## Transport
La ciutat està servida per l'Aeroport Internacional de Batumi, un dels tres aeroports internacionals del país. A la ciutat hi ha un servei de bicicletes públiques anomenat BatumVelo que permet llogar una bicicleta mitjançant una targeta intel·ligent.

## Història
Fou la clàssica Bathys construïda en el regnat d'Hadrià amb un fortí. Vers el 380 quan les guarnicions romanes a la regió de la Còlquida i Pont oriental van ser retirades, i els lazes que habitaven la regió van esdevenir de facto independents, el seu cap es va convertir en rei de la Làzica.
El 395 l'Imperi Romà es dividí en l'Imperi d'Occident i l'Imperi d'Orient i aquest darrer inicià una política pragmàtica, reconeixent la independència de Làzica, i ajudant el país a fer-se fort a canvi de vigilar la frontera. Els reis lazes reberen les insígnies reals de Constantinoble. A partir de la pau entre l'Imperi Romà d'Orient i Pèrsia el 532, les guarnicions romanes d'Orient a Làzica van ser retirades i es va crear una superfortalesa a Petra, al camí de Làzica per la mar Negra, sota el comandament d'un estrategos. Petra no estava gaire lluny de Batum (al nord d'aquesta ciutat), a l'actual Tzikhis-Tziri i després de la seva fundació les altres fortaleses van quedar sense ús. El país fou disputat per perses i romans d'Orient fins al 562, quan es va signar a Dara un tractat de pau de 50 anys pel qual Pèrsia renunciava a Làzica.
Vers el 680 Làzica va ser annexionada a l'Imperi Romà d'Orient i desaparegueren els seus reis substituïts per Patrikioz romans d'Orient. Uns anys després, el 697, el patrikioz Sergoi Barnukisdze acollí els àrabs i quedà sota dependència del Califat. El 717, sent assetjada Constantinoble pels àrabs, l'emperador romà d'Orient acordà reconèixer com a sobirà hereditari Lleó I d'Abkhazètia o Abkhàzia, rebel als àrabs, però com a vassall de Kartli (on reconegué reis a Mihri i Artxil d'Herèthia). Els romans d'Orient també van reconèixer com hereditaris (i doncs de fet independents) els erihstavis de Missimianétia, Svanétia, Apsilètia, Sanigètia i altres menors, tots ells rebels als àrabs, i de fet perduts per Constantinoble des feia molt de temps. Lleó I, i d'altres rebels, derrotaren als àrabs cap al 720, prop d'Anakopia, obligant-los a evacuar la Geòrgia Occidental incloent-hi Batum.
Al segle ix era part del principat anomenat de Taoklardjètia i va seguir la seva història. Al segle xiv amb el desmembrament de Geòrgia, va passar al principat de Gúria. Els turcs otomans la van ocupar per primer cop en el regant de Kakhabar II Vardanidze de Gúria (1469-1483) però no s'hi van quedar. El 1536 la van ocupar els otomans per segona vegada. Rustam Gurieli (1534-1564) la va recuperar el 1564, però els otomans la van recuperar poc després. Mamia III Gurieli (1689-1711) la va recuperar altre cop el 1609 però els otomans la van recuperar definitivament el 1627 i fou part de l'Imperi Otomà fins al 1878. Sota els otomans Batum va esdevenir una ciutat musulmana (abans cristiana). El 1807 tenia dos mil habitants i era una vila fortificada; el 1877 eren cinc mil habitants, i un actiu port comercial d'esclaus.
Fou cedida a Rússia pel tractat de San Stephano i ocupada pels russos el 28 d'agost de 1878. Fou declarada port franc fins al 1886. Inicialment centre d'un districte autònom adjar, el 12 de juny de 1883 fou unit al govern de Kutaisi. L'1 de juny de 1903 es va crear l'oblast (regió) de Batum, amb l'antic districte (okrug) i el de Artvin, dins del govern general de Geòrgia. El 1883 es va començar el ferrocarril Batum-Tbilisi-Bakú acabat el 1900, i l'oleoducte Bakú-Batum; la ciutat va esdevenir el principal port petrolier rus de la mar Negra i es va desenvolupar extraordinàriament. El 1882 tenia 8.671 habitants, el 1889 ja eren 12.000 i el 1926 eren 45.382.
La població està formada per lazes, adjars i turcs musulmans i per armenis, grecs, russos i georgians cristians. El seu rerepaís és quasi completament musulmà. El 1911 l'oblast tenia 170.000 habitants, dels quals 71.000 eren adjars i 59.000 lazes, turcs i kurds musulmans.
El 1918 els turcs la van ocupar i la convertiren en la capital de la República de Caucàsia sud-occidental. Evacuada al final de 1918 els britànics la van ocupar el gener de 1919. Es va establir un govern republicà conegut com a República de Batum, fins que el juny de 1919 es va unir a Geòrgia. El tractat entre Rússia i Turquia de 16 de març de 1921, retornà Kars i Ardahan a Turquia però Rússia (per mitjà de Geòrgia) va conservar Batum. El poder bolxevic i fou proclamat el 18 de març de 1921 i el 16 de juny de 1921 es va convertir en capital d'una nova República Socialista Soviètica Autònoma d'Adjària o Adjaristan, dins l'RSS de Geòrgia.
En el cens de 1926 es van declarar adjars a la república fins a 71.390 persones, molts dels quals vivien a la capital. Després no es van fer estadístiques, ja que el 1939 els adjars van passar a ser considerats un subgrup de la nació georgiana. El port de Batum va prosperar i va esdevenir també un centre industrial important. Va arribar a 77.000 habitants el 1956, amb minoria de musulmans.

## Fills il·lustres
- Grigori Kiladze (1905-1962) compositor musical.